# Joe Hill (film)
Joe Hill är en svensk biografisk dramafilm från 1971 av Bo Widerberg. Filmen handlar om den svensk-amerikanske fackföreningsaktivisten Joe Hill.

## Handling
Det är tidigt 1900-tal. Joe Hill och hans bror har emigrerat med båt till New York. Joe lyckas få en del arbeten, men slås av de orättvisor som råder. Han blir aktiv i den förbjudna fackföreningen IWW, Industrial Workers of the World. Förbud råder mot demonstrationer och agitationstal, men Joe kommer runt detta genom att sjunga agitationssånger i Frälsningsarméns namn. Allt fler människor börjar lyssna på hans manifest om strejk, men samtidigt skaffar han sig mäktiga fiender. 

## Om filmen
- Filmen hade svensk premiär 25 augusti 1971 på biografen Saga i Stockholm.
- Vid premiären hade filmen en längd av 3150 meter (115 minuter).
- Bo Widerberg klippte om en scen i filmens tredje akt under första veckan efter den svenska premiären. Den omklippta versionen mätte 3215 meter (118 minuter) och överensstämmer därmed bildmässigt med den amerikanska versionen av filmen. Den omklippta versionen av filmen granskades och godkändes av statens biografbyrå 10 september 1971 (granskningsnummer 110231).
- Några mindre skillnader finns mellan den svenska och den amerikanska versionen av filmen Joe Hill. Den amerikanska versionen har som ledmotiv sången "The Ballad of Joe Hill" (Anthony Hayes och Earl Robinson) framförd av Joan Baez. Den svenska versionen har svenska förtexter samt saknar sluttexter, vilket den amerikanska versionen har.
- Inspelningsarbetet präglades av konflikter mellan filmbolaget Paramount och regissören Bo Widerberg. Widerberg avbröt arbetet med filmen vid flera tillfällen, vilket bland annat resulterade i att inspelningsarbetet slutfördes i Sverige. En annan av konsekvenserna av avbrotten i det planerade inspelningsarbetet blev att filmen har två fotografer. Jörgen Persson, som var kontrakterad för filmen, ersattes i den senare delen av arbetet av Petter Davidsson.
- Produktionsledare var Waldemar Bergendahl.
- Filmen Joe Hill deltog vid Filmfestivalen i Cannes 1971 och tilldelades där juryns specialpris.

## Rollista i urval
- Thommy Berggren - Joe Hill
- Anja Schmidt - Lucia
- Kelvin Malave - "Räven"
- Evert Andersson - Blackie
- Cathy Smith - Cathy
- Hasse Persson - Paul
- David Moritz - David
- Richard Weber - Richard
- Joel Miller - Ed Rowan
- Robert Faeder - George